# Desastres em 1976
Nesta página encontrará referências aos desastres ocorridos durante o ano de 1976.

## Maio
- 6 de maio - Ocorreu um sismo em itália com epicentro na comuna de Gemona del Friuli. O sismo de Friuli provocou 982 mortos e cerca de 60 000 pessoas ficaram desabrigadas.[1]

## Julho
- 28 de julho - Na República Popular da China ocorreu o Sismo de Tangshan em que morreram 242 419 pessoas. Este sismo, que atingiu a cidade de Tangshan teve 7,5 graus de magnitude na escala de Richter e foi seguido de várias réplicas de grande intensidade.[2]